# Chants populaires (Ravel)
Les quatre Chants populaires sont des mélodies populaires harmonisées pour chant et piano par Maurice Ravel sur des paroles anonymes, composées en 1910.

## Présentation
Les quatre Chants populaires de Maurice Ravel ont été spécialement harmonisés pour chant et piano en vue d’un concours organisé en 1910 par La Maison du Lied, de Moscou, fondée par Pierre d’Alheim.
1. Chanson espagnole (Galice)
2. Chanson française (Limousin)
3. Mélodie italienne ou Chanson italienne (romaine)
4. Chanson hébraïque

Début novembre 1910, Maurice Ravel a appris que ses mélodies étaient primées :

« J’ai été agréablement surpris en recevant la nouvelle que 4 de mes harmonisations avaient été jugées dignes d’une récompense. »

Les quatre mélodies ont été créées à la Salle des Agriculteurs à Paris le 19 décembre 1910 par Marie Olénine d’Alheim (chant), épouse de Pierre d’Alheim, et par Alexandre Olénine (piano), frère de la chanteuse.
Peu après, en 1911, les quatre mélodies ont été publiées à Moscou et à Leipzig aux éditions Jurgenson dans un recueil intitulé Sept Chants populaires, comprenant trois autres chants populaires harmonisés par deux autres compositeurs, Alexandre Georges (Chanson flamande et Chanson écossaise) et Alexandre Olénine (Chanson russe), les sept chants étant proposés avec leurs paroles originales et avec une traduction en russe par S. Swiridenko. Depuis 1925, les quatre mélodies sont éditées à Paris aux éditions Durand.
Dans le catalogue des œuvres du compositeur établi par Marcel Marnat, le recueil de quatre mélodies porte le numéro « 76. (A.17) ».

## TroisChants populairesnon primés et inédits
Selon Arthur Hoérée et Roland-Manuel, Maurice Ravel a harmonisé trois autres chants populaires, non primés lors du même concours de La Maison du Lied de 1910, et inédits :
1. Chanson écossaise
2. Chanson flamande
3. Chanson russe

Ces trois chants ne figurent pas dans le catalogue des œuvres de Maurice Ravel paru dans le numéro spécial Maurice Ravel de La Revue musicale du 1er avril 1925 ni dans le catalogue des œuvres de Maurice Ravel des éditions Durand de 1931. En 1975, les éditions Salabert ont publié une reconstitution de la Chanson écossaise, par Arbie Orenstein, d’après une esquisse de Maurice Ravel.

## Orchestration de laChanson hébraïque
À la demande de son amie et interprète Madeleine Grey, Maurice Ravel a orchestré en janvier 1924 la Chanson hébraïque. Cette mélodie populaire orchestrée a été créée le 29 novembre 1924 par Madeleine Grey et l’Orchestre Pasdeloup sous la direction de Vladimir Golschmann au Théâtre Mogador à Paris et interprétée une dizaine de fois par Madeleine Grey et divers orchestres jusqu'en 1939.
Cette orchestration est absente du catalogue des œuvres de Maurice Ravel des éditions Durand de 1931 et de celui de 1954. En 1957, année du vingtième anniversaire de la mort de Maurice Ravel, son élève Maurice Delage réalisa une orchestration de la Chanson hébraïque de 1910, comme si l’existence de l’orchestration effectuée dès 1924 par Maurice Ravel était ignorée. Madeleine Grey en possédait pourtant le manuscrit de trois pages, conservé aujourd’hui à New York dans le fonds Robert Owen Lehman en dépôt à la Pierpont Morgan Library (R252.C459).
Du fait que Maurice Ravel est l'auteur de l'harmonisation de deux autres chansons hébraïques, commandées en 1914 par la chanteuse Alvina Alvi, les Deux mélodies hébraïques, publiées aux éditions Durand, lorsque la chanteuse Madeleine Grey, proche amie de Maurice Ravel, interprétait ces deux mélodies et la Chanson hébraïque de 1910, elle avait l'habitude de les regrouper dans ses programmes de concerts sous le titre de Trois mélodies hébraïques ou Trois chansons hébraïques, et elle chantait la Chanson hébraïque de 1910 en deuxième position :

« Ravel a orchestré, pour moi toute seule, le Mejerke. [...] La prière est si belle, quand il dit « je veux des enfants, je veux être heureux, je veux du pain »… [...] J'ai été longtemps la seule à chanter la version orchestrée du Mejerke. Je la chantais en deuxième. C'est pourquoi je l'appelle la Deuxième hébraïque. »

Cette orchestration n'est plus jouée depuis la Deuxième Guerre Mondiale et est inédite au disque.

## Analyse
Plusieurs études sur les œuvres vocales de Maurice Ravel passent ces quatre mélodies populaires sous silence.

## Discographie
- Charles Panzéra, chant, et Madgeleine Panzéra-Baillot, piano, Gramophone (P 795, W 990), 1928 ; CD, Cascavelle, 2002. (1er, 2e et 4e Chants populaires)
- Madeleine Grey, chant, Polydor (561075), 1932 ; CD, Cascavelle, 2002. (4e des Chants populaires : Chanson hébraïque)
- Ravel : Complete Songs for Voice and Piano, CD 1, par Claire Brua, mezzo-soprano, et David Abramovitz, piano, Naxos (8.554176-77), 2003.
- Maurice Ravel : The Complete Works, CD 14, par Victoria de los Ángeles (soprano) et Gonzalo Soriano (piano), Warner Classics (0190295283261), 2020.

### Écrits de Maurice Ravel
- Maurice Ravel, L'intégrale : Correspondance (1895-1937), écrits et entretiens : édition établie, présentée et annotée par Manuel Cornejo, Paris, Le Passeur Éditeur, 2018, 1769 p. (ISBN 978-2-36890-577-7 et 2-36890-577-4, BNF 45607052) L'ouvrage comporte plusieurs correspondances à Marie Olénine d'Alheim, Pierre d'Alheim et Peter Jurgenson n°357, n°358, 1426, 1750, contrat n°12 p. 1657

### Monographies
- Roland-Manuel, Maurice Ravel et son œuvre, Paris, Durand et Cie, 1914, p. 45.
- Roland-Manuel, Maurice Ravel et son œuvre, Paris, Durand et Cie, 1926, p. 45.
- Vladimir Jankélévitch, Ravel, Paris, Seuil, coll. « Solfèges », 1956, rééd. 1995, 220 p. (ISBN 978-2-02-023490-0 et 2-02-023490-4) Réédition d'un ouvrage d'abord paru aux éditions Rieder en 1937
- Roland-Manuel, À la gloire de... Maurice Ravel, Paris, Nouvelle Revue Critique, 1938 (BNF 32580891), p. 262
- Marcel Marnat, Maurice Ravel, Paris, Fayard, coll. « Indispensables de la musique », 1986 (ISBN 2-213-01685-2, BNF 43135722), p. 246-247, 392, 755-756.
- Christian Goubault, Maurice Ravel : le jardin féerique, Paris, Minerve, 2004, 357 p. (ISBN 2-86931-109-5, BNF 39264179).
- Gérard Zwang, Mémoires d’une chanteuse française. La vie et les amours de Madeleine Grey (1896-1979), Paris, L’Harmattan, 2008 (ISBN 978-2-296-05240-6, BNF 41224828).
- Bénédicte Palaux Simonnet, Maurice Ravel, Paris, Bleu Nuit éditeur, 2019, 176 p. (ISBN 978-2-35884-085-9).

### Articles et chapitres de livres
- Arthur Hoérée, « Les mélodies et l’œuvre lyrique », La Revue musicale, no 6,‎ 1er avril 1925, p. 47-64 Article paru dans un numéro spécial Maurice Ravel à l'occasion du cinquantième anniversaire du compositeur le 7 mars 1925, passage sur les Chants populaires, p. 55
- René Chalupt, « Maurice Ravel et les prétextes littéraires de sa musique », La Revue musicale, no 6,‎ 1er avril 1925, p. 65-74 (lire en ligne, consulté le 23 décembre 2021)
- (en) Michel Dimitri Calvocoressi, « When Ravel Composed to Order », Music and Letters, t. 22, no 1,‎ janvier 1941, p. 54-59 (ISSN 0027-4224) Passage sur les Chants populaires p. 56